# Математическа икономика
Математическата икономика се отнася до приложението на математически методи, за да се репрезентират икономическите теории и анализират проблемите налични в икономическата наука.
Тя позволява формулирането и извличането на основни отношения в теорията с яснота, обобщеност, строгост и простота. 